# Ciprian-Constantin Șerban
Ciprian-Constantin Șerban (ur. 22 grudnia 1985 w m. Ștefan cel Mare) – rumuński polityk i samorządowiec, poseł do Izby Deputowanych i w latach 2024–2025 jej przewodniczący, od 2025 minister transportu i infrastruktury.

## Życiorys
Pracował w spółkach prawa handlowego. Kształcił się na Akademii Studiów Ekonomicznych w Bukareszcie, uzyskując w 2018 magisterium. Zaangażował w działalność polityczną w ramach Partii Socjaldemokratycznej. W 2012 zasiadł w radzie okręgu Neamț. W 2016 pełnił funkcję dyrektora w urzędzie miejskim w Roznovie.
W 2016, 2020 i 2024 wybierano go do Izby Deputowanych.
W grudniu 2024 został nowym przewodniczącym niższej izby rumuńskiego parlamentu. W czerwcu 2025 objął natomiast funkcję ministra transportu i infrastruktury w utworzonym wówczas rządzie Ilie Bolojana.